# Alaungpaya
Alaungpaya, in lingua birmana အလောင်းဘုရား, trascrizione IPA /ʔəláʊɴ pʰəjá/, trascritto anche Alaunghpaya (Moksobomyo, 24 settembre 1714 – Martaban, 11 maggio 1760), è stato un sovrano birmano dal 1752 al 1760 e fondatore della dinastia Konbaung, che sarebbe durata fino alla conquista britannica del 1º gennaio 1886.
Capo del piccolo villaggio di Moksobomyo nell'Alta Birmania, l'odierna Shwebo, riuscì nell'impresa di riunificare il Paese.

## Biografia

### Ascesa al trono
Nell'aprile del 1752 il sovrano Binnya Dala del Regno Restaurato di Hanthawaddy dei mon di Pegu espugnò Ava, capitale del Regno di Birmania retto dalla dinastia di Toungoo. Alaungpaya rifiutò di sottomettersi ed organizzò la resistenza birmana. Il 29 febbraio 1752 fu acclamato re della nuova dinastia Konbaung, proclamò Moksobomyo nuova capitale e nel 1753 liberò Ava.

### Riunificazione della Birmania
Intraprese una lunga campagna che sottomise il regno meridionale di Pegu nel 1757, conquistando la capitale e garantendosi il controllo di buona parte dei territori che in precedenza formavano il Regno di Toungoo.
Riorganizzò la struttura amministrativa del regno e si lanciò in una serie di campagne espansionistiche. Sottomise la regione indiana di Manipur e recuperò il controllo di gran parte del regno siamese di Lanna.

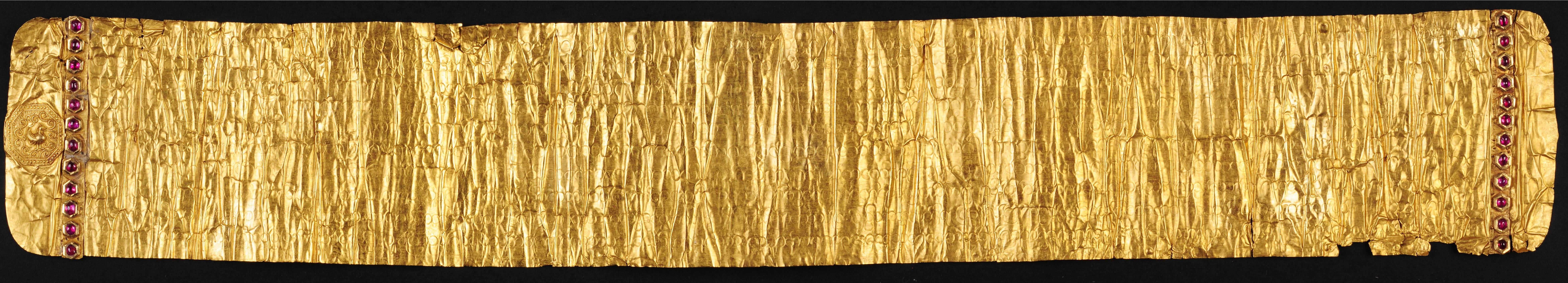
Lettera dorata di Alaungpaya inviata nel 1756 a re Giorgio II di Gran Bretagna

Scacciò inoltre i francesi, che avevano dato aiuto al Regno Restaurato di Hanthawaddy, l'odierna Pegu, nella campagna che pose fine al dominio della dinastia di Toungoo. Prese accordi in funzione anti-francese con la compagnia britannica delle Indie orientali, e quando venne a sapere che i britannici avevano venduto armi ai mon, fece massacrare i mercanti inglesi stanziati a Negrais nel 1759. L'episodio segnò la fine dei rapporti diplomatici fra i due Paesi. Dopo un periodo in cui Shwebo fu la capitale, riportò la corte nuovamente ad Ava. Fondò Rangoon nel 1755, durante la campagna di riunificazione birmana.

### Campagna in Siam

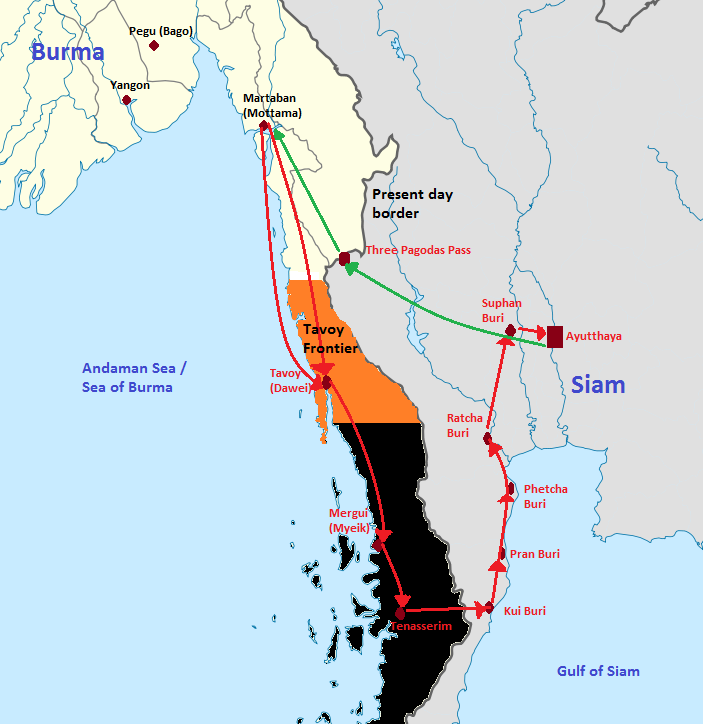
Campagna in Siam

La sua ultima campagna fu quella contro il Regno di Ayutthaya, l'odierna Thailandia, iniziata nel 1759 a capo di un'armata che penetrò in territorio nemico dalla regione meridionale di Tenasserim. Fu così evitato lo scontro con il grosso dell'esercito siamese, disposto lungo il confine ad ovest della capitale. Approfittando del caos che regnava in Siam, l'armata risalì la penisola malese sconfiggendo le truppe rivali ed accampandosi a 60 km da Ayutthaya. Presi di sorpresa, i siamesi reagirono costringendo l'incompetente re Ekathat ad abdicare in favore del fratello Uthumphon. Un primo assalto fu respinto, ma con i rinforzi che arrivarono dalla Birmania, la capitale fu cinta d'assedio nell'aprile del 1760. In maggio, Alaungpaya fu gravemente ferito dallo scoppio di uno dei suoi cannoni, mentre cercava di bombardare il palazzo reale.
L'esercito birmano batté in ritirata e Alaungpaya morì sulla via del ritorno nei pressi del fiume Saluen per l'esito delle ferite riportate. Alcune fonti sostengono che le cause della morte possano essere state una grave forma di adenite tubercolare o una dissenteria. Morì così, all'età di 45 anni, l'eroe della terza unificazione birmana, considerato uno dei tre più grandi re del Paese a fianco di Anawrahta e Bayinnaung.